# Villas Fontana Fraccionamiento
Villas Fontana Fraccionamiento är en ort i Mexiko.   Den ligger i kommunen Querétaro och delstaten Querétaro Arteaga, i den centrala delen av landet, 190 km nordväst om huvudstaden Mexico City. Villas Fontana Fraccionamiento ligger 1 979 meter över havet och antalet invånare är 568.
Terrängen runt Villas Fontana Fraccionamiento är platt åt sydväst, men åt nordost är den kuperad. Runt Villas Fontana Fraccionamiento är det tätbefolkat, med 762 invånare per kvadratkilometer. Närmaste större samhälle är Santiago de Querétaro, 8,1 km söder om Villas Fontana Fraccionamiento. Trakten runt Villas Fontana Fraccionamiento består i huvudsak av gräsmarker.